# Jincheon
Der Landkreis Jincheon (kor.: 보은군, Jincheon-gun) befindet sich in der Provinz Chungcheongbuk-do. Der Verwaltungssitz befindet sich in der Stadt Jincheon-eup. Der Landkreis hatte eine Fläche von 407 km² und eine Bevölkerung von 87.157 Einwohnern im Jahr 2019.

Lage des Landkreises in Chungcheongbuk-do